# Les Enfants du placard
Les Enfants du placard je francouzský hraný film z roku 1977, který režíroval Benoît Jacquot podle vlastního scénáře. Snímek měl světovou premiéru na filmovém festivalu v Cannes dne 14. května 1977.

## Děj
Nicolas má schůzku se svou sestrou Juliette. Spojuje je těžké dětské tajemství. Jejich matka spáchala sebevraždu, i když jejich otec požádal Nicolase, aby se o ni postaral. Od té doby ho otec odehnal a zakázal Juliette, aby se s ním znovu vídala.

## Obsazení
| Brigitte Fossey | Juliette |
| Lou Castel      | Nicolas  |
| Jean Sorel      | Berlu    |
| Georges Marchal | otec     |
| Christian Rist  | Julien   |

## Ocenění
- César: nominace pro nejlepší herečku (Brigitte Fossey)